# Candombe
El candombe es una manifestación cultural sudamericana, relacionada en primera medida al toque de tambores. Tiene un papel significativo en la cultura del Río de la Plata en los últimos doscientos años, siendo reconocido el candombe montevideano por la UNESCO como Patrimonio Cultural Inmaterial de la Humanidad. Es una manifestación cultural originada a partir de la llegada de africanos esclavizados; constituyendo una fusión de rasgos musicales, religiosos y de danza de las diversas tribus africanas presentes en el Sur de América en la época de virreinal. Existen manifestaciones propias de candombe, desarrolladas desde la época del virreinato hasta ahora, en Uruguay, Paraguay, Argentina y Brasil; en este último país aún conserva su carácter religioso como se ve en Minas Gerais.

## Historia
El candombe surge en la época del virreinato como el principal medio de expresión de los africanos esclavizados que eran traídos a los puertos de Montevideo y Buenos Aires, como forma de comunicación, danza y religión.

### Virreinato del Río de La Plata
La palabra candombe aparece escrita por primera vez en una crónica del escritor Isidoro de María. Su origen se remonta a fines del siglo XVIII en el Virreinato del Río de la Plata, en lo que hoy es Argentina y Uruguay. Originalmente concebida como pantomima la coronación de los reyes congos, imitando en la vestimenta y en ciertas figuras coreográficas, aunó elementos de la religión bantú y la católica. Si bien es original de la actual Angola, de donde fue llevado a Sudamérica durante los siglos XVII y XVIII por personas que habían sido vendidas como esclavos en los reinos de Kongo, Anziqua, Nyongo, Luango y otros, a tratantes de esclavos principalmente portugueses. Los mismos portadores culturales del candombe colonizaron Brasil (sobre todo en la zona de Salvador de Bahía), Cuba, y el Río de la Plata con sus capitales Buenos Aires y Montevideo.  Las distintas historias que siguieron estas regiones separaron el tronco común originario dando origen a diversos ritmos hermanados en la distancia. Es de gran importancia remarcar que en su danza no existe imitación alguna por parte de los ejecutantes de su danza hacia sus amos (en esa época) sino que utilizaban su vestimenta en días de fiesta como conmemoración de días religiosos de la cultura.
Numerosos investigadores concuerdan que el candombe antiguo, a través del desarrollo de la milonga campera es un componente esencial en la génesis del tango.Así, la milonga, el candombe y el tango formarían un tríptico musical proveniente de la misma raíz africana, pero con evoluciones distintas.[cita requerida]

### Uruguay

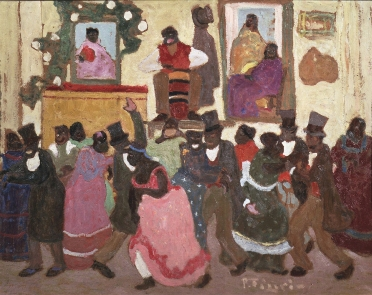
URU Candombe, óleo sobre cartón de Pedro Figari (1861-1938).

El candombe uruguayo surge en Montevideo debido a su puerto natural de la época que facilitó la constitución de Montevideo como principal centro comercial de trata de personas esclavizadas junto con Cuba. La mayoría de las personas afrodescendientes trajeron su cultura y ritmos propios de África, que fueron luego incorporándose al trasfondo cultural de los países a los que fueron traídos.
Con el correr del tiempo, termina adquiriendo su actual fisonomía en el Barrio Sur y el barrio Palermo durante los siglos XIX y XX. En los conventillos de Montevideo como el Medio Mundo y el de Ansina pervivieron grupos de familias extensas que se fortalecieron en torno al candombe. Así, esta expresión artistíca se convirtió en un emblema representativo de la cultura afroamericana. 
Inicialmente, la práctica del candombe corría exclusivamente por parte de africanos y afro orientales, quienes tenían destinados lugares especiales llamados tangós. Este vocablo origina en algún momento del siglo XIX la palabra tango, aunque todavía sin su significado actual. Durante la Guerra Grande a mediados de la década de 1840, estos afrodescendientes de Montevideo efectuaban sus ceremonia con danzas y cantos al son de los tamboriles en el local del "Recinto", ubicado al sur de la ciudad, en el extinto barrio El Bajo, entre la calle Yerbal y el río. En las "Crónicas de un Montevideo lejano" Domingo González (el licenciado Peralta), describe los "candombes" del "Recinto" de la siguiente manera: "El canto monótono, como el acompañamiento y la misma danza, formaba una combinación original..."que resonaba con estas palabras:"Eculé...culé, lin...culé; Machubá...colobá minué; Bigulé, bigulé...
Posteriormente surge La Comparsa, también llamada "Comparsa Negra" o "Lubola", que es la agrupación que congrega a los personajes típicos del candombe como son La Mama Vieja, El Gramillero, El Escobero y un numeroso cuerpo de baile representado por bailarines de ambos sexos, que expresan un profundo sentido religioso, vibrando con el ritmo generado por La cuerda de tambores. También se les llama popularmente tamboriles, aunque esto delata que quien la emplea no es conocedor del tema.

#### Actualidad

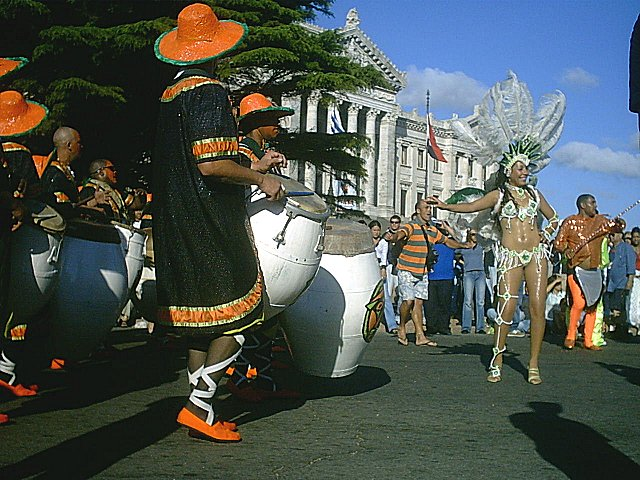
URU Comparsa tocando frente al Palacio Legislativo en la primera celebración del Día Nacional del Candombe.

Si bien el candombe se toca todo el año por las barriadas montevideanas, en febrero se realiza en los barrios Sur y Palermo de Montevideo el desfile de llamadas, competencia que involucra a decenas de comparsas. Cada una está formada por unos cincuenta percusionistas como mínimo, quienes se complementan con un cuerpo de bailarines y los diversos personajes propios del género. También se celebran numerosos desfiles de llamadas en el interior del país, siendo el más importante el desfile de llamadas de Durazno, en el corazón del Uruguay. Allí se encuentra, en el barrio Bertonasco el único monumento al tamboril en el mundo. 
El candombe es también un ritmo que se usa en Uruguay como base para canciones y composiciones de distintos estilos musicales. Su introducción definitiva al ámbito de la llamada música "académica" fue debida a Jaurés Lamarque Pons, quien incorporó el ritmo, el tamboril y todo el universo del candombe en la música sinfónica, en el ballet y la ópera. También inspiró lo "popular", comenzando por los autores de  Tango y Milonga como: Romeo Gavioli, Pintín Castellanos, Carmelo Imperio, Gerónimo Yorio, etc, derivando en el milongón, estilo que mezcla milonga y candombe. Desde los años 1950 se vincula al Jazz y lo tropical con grupos y nombres como: Jaime Roos, Enrique Almada, Manolo Guardia y su Combo Candombero, Pedro Ferreira y su Cubanacan, El Kinto, Negrocan y Totem incorporan el ritmo del candombe. Artistas como Eduardo Mateo, Rubén Rada, Jaime Roos, Rey Tambor , etc , cultivan el candombe canción, fusionándolo con el rock y la murga uruguaya. También en los setenta, al influjo del jazz fusión en boga en la época, los hermanos Hugo Fattoruso y Osvaldo Fattoruso junto a Ringo Thielmann, formaron Opa (con la colaboración también de Rubén Rada y el percusionista Airto Moreira), recalando en los Estados Unidos con su candombe jazz. En los últimos años, algunas agrupaciones de música bailable de la llamada música tropical uruguaya han incorporado también la "cuerda de tambores" del candombe a su producción. También ha sido adaptado a la murga, otro de los géneros característicos de Uruguay, con el nombre candombeado.
Hoy se asiste a un resurgimiento, aunándose a la tradición de las Comparsas y del Carnaval con la fusión de otros ritmos (jazz, rock, beat, salsa, reagge, rap) y a una expansión. Esta última debido, sobre todo, a los movimientos migratorios Desde el Uruguay a las comunidades en el mundo entero, donde con orgullo exhiben esta expresión del candombe en los lugares más remotos. Estos candomberos hacen escuchar el cuero en Argentina, Nueva York, Ibiza, Cuba, París, Barcelona, Japón, etc.

### Argentina

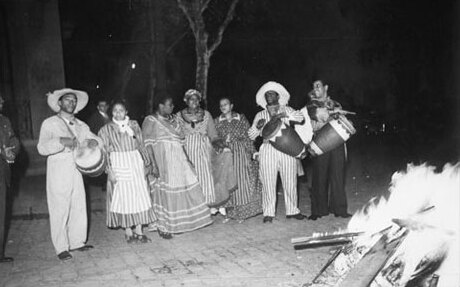
ARG. Afroargentinos tocando candombe porteño en la noche de san Juan de 1939.

El candombe proveniente de tiempos del virreinato, puede encontrarse en Argentina en ciudades como las de Buenos Aires, Santa Fe, Paraná, Chaco y Corrientes, entre otras.
La influencia africana no fue ajena a la Argentina, donde el candombe también se desarrolló con características propias. En Buenos Aires hay población negra africana esclavizada desde su misma fundación, en 1580 y desde ella ha existido migración a todo el país. Sin embargo la visibilización  de la influencia negra en la cultura argentina fue reducida debido a diversos hechos. Entre estos encontramos el aclaramiento del color de piel con el paso de las generaciones, debido al gran influjo de inmigración, principalmente italiana y la consiguiente mezcla. Además el ocultamiento de lo negro, como tema tabú, debido a una imposición de una visión eurocentrica en Argentina lo que llevó a muchos afrodescendientes a negar su pasado. Un ejemplo de esto es la utilización, aún hoy, de la expresión "negro" como sinónimo de persona de mala vida, incluso para personas sin está herencia. 
En la Ciudad Autónoma de Buenos Aires (CABA), fundamentalmente en los barrios del sur hoy llamados San Telmo, Monserrat (dentro de la Comuna 1) y San Cristóbal (Comuna 3), todos conocidos  en el pasado como barrios del tambor, se congregaban multitudes de negros para practicar candombe. Fue decreciendo paralelamente con la invisibilización que diversos gobiernos nacionales hicieron con los negros desde la segunda mitad del siglo XIX,  por las causas ya citadas y el caudal inmigratorio de blancos europeos que los desplazó del servicio doméstico, los oficios artesanales y la venta callejera.
Debido a esto, el candombe porteño sufrió dos suertes, una parte, la más tradicional y que también puede ejecutarse a modo de desfile, permaneció oculto de cara a la sociedad envolvente por voluntad de los propios afrodescendientes durante más de un siglo. De esta manera actualmente el candombe Argentino se puede encontrar en reuniones dónde se ejecutan los tambores con danzas y cantos. Por otro lado, principalmente en los carnavales, se pueden ver las denominadas murgas porteñas, las cuales a pesar de su nombre de origen español, ejecutan danzas y ritmos herederos de estos candombes,  debido a la influencia de afrodescendientes en su desarrollo.

#### Actualidad

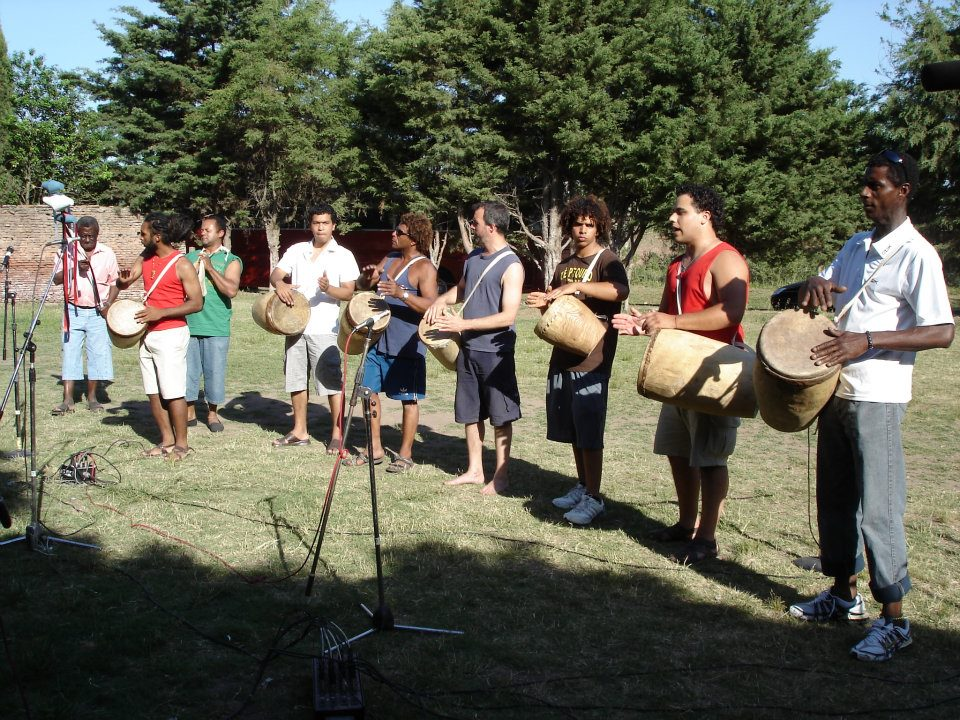
ARG. Comparsa Negros Argentinos, de la Asociación Misibamba, tocando candombe argentino.

Últimamente algunos artistas han incorporado este género a sus composiciones y crearon grupos de candombe argentino, básicamente el porteño, y ONGs de afrodescendientes, como la Asociación Misibamba, Comunidad Afroargentina de Buenos Aires. Sin embargo, es importante tener en cuenta que el Candombe de Uruguay es aún el más practicado. Debido a la inmigración de uruguayos y por lo seductor de su ritmo que cautiva a los argentinos. Por ese motivo no solo que estudian su música sino también su baile y personajes que recrean de una forma parecida. Se toca mucho en los barrios de San Telmo, Monserrat y La Boca. Mientras que la variedad argentina tuvo menos difusión local (comparada con la difusión que hubo en Uruguay); principalmente por la merma de población de origen negroafricano, su mezcla con inmigrantes blancos y la prohibición del carnaval durante la última dictadura.El candombe porteño lo tocaban sólo los afroargentinos en el ámbito privado de sus casas, ubicadas mayormente en el conurbano bonaerense. Hace ya varios años y a partir de su cambio de estrategia de pasar del ocultamiento a la visibilización, hay algunos emprendimientos para interpretarlo en el espacio público, como escenarios y desfiles callejeros. Entre los grupos de candombe argentino se encuentran Tambores del Litoral (unión de Balikumba, de Santa Fe, La Sociedad del Tambor de Chaco y Candombes del Litoral, de Paraná (Entre Ríos) Bakongo, Bum Ke Bum y la Comparsa Negros Argentinos; estos tres últimos del Gran Buenos Aires.
Sin embargo, siguiendo una línea de recuperación y reivindicación de las expresiones de la comunidad afroargentina, son cuatro los candombes reconstruidos que están en vigencia a lo largo del territorio:
- Candombe Porteño, propio de Buenos Aires y uno de los más antiguos, provenientes de la Kalenda o misma clave que dio origen al llamado Candombe Uruguayo.
- Candombe del Litoral, ejecutado en Santa Fé y Entre Ríos, cuya base rítmica tiene cercanía con la Zemba.
- Candombe Correntino, desprendido de los toques de Zemba o charanda que eran utilizados en los carnavales de esa localidad.
- Candombe Chaqueño, o Semba Litoraleña, más cercana a la raíz que le da su nombre.
De esta forma, así como Uruguay tiene su clasificación de toques por barrio de origen, en Argentina el fenómeno se da de forma similar debido a las variantes introducidas en cada región y las influencias que recibieron estas expresiones en las diferentes zonas.

### Brasil
En Brasil la práctica del candombe aún conserva su carácter religioso y puede verse en el Estado de Minas Gerais.

## Características musicales

### Uruguay
El candombe uruguayo tiene un ritmo de cuatro negras por compás con clave 3:2.

#### Instrumentos del candombe

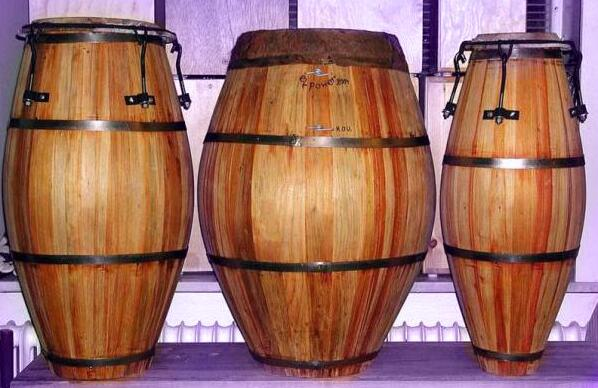
URU - Tambores de candombe: repique (izquierda
), piano (medio) y chico (derecha).

El candombe uruguayo hoy en día se toca con tres tambores: chico, repique y piano, ordenados de más agudo a más grave. Se fusiona con guitarra, piano, y otros instrumentos.

##### Chico
El chico es el tambor más pequeño y de registro más agudo entre los tamboriles o tambores de candombe. Es la base del candombe, el patrón que toca vendría a ser como el de una maraca o una cáscara pero en un tambor. Toca la segunda semicorchea de cada negra con la mano mientras que la tercera y la cuarta con el palo, dejando en silencio la primera semicorchea de cada negra. El chico repicado toca la segunda semicorchea con la mano mientras que la primera, tercera y cuarta con el palo.
El chico tiene un patrón fijo: cada negra del compás de cuatro cuartos, se divide en cuatro partes: 
Chico de 2
1. Un silencio de semicorchea.
2. Un golpe acentuado, semiabierto (como un slap(conga) pero sin dejar la mano en el cuero), de mano izquierda,
3. Dos golpes de palo, el cual se sostiene con la derecha.

Ejemplo:
Chico de 3 o 4
1. Un golpe acentuado, semiabierto, de mano izquierda,
2. Tres golpes de palo, el último golpe que algunos lo tocan acentuado(cae en la semicorchea número 1) el cual se sostiene con la derecha.

Ejemplo:

##### Repique
Las dimensiones del repique lo sitúan en el medio entre los tambores de candombe. Es más grande que el chico pero más pequeño que el piano y, en cuanto a registro, también está situado en el medio. Básicamente cuenta de un ritmo de 2 células de 2 negras donde se acentúa la 2.ª semicorchea de la primera negra y la primera y cuarta semicorchea de la 2.ª negra. Entre estos acentos que son tocados con la mano el palo rellena; este relleno depende totalmente del barrio y del tocador. El repique también cumple la función de llevar la clave (madera) sobre el casco del tambor y «conversa» con los otros repiques y con los pianos. Normalmente es el tambor que llama tanto a subir o bajar de tempo e intensidad como a cerrar y abrir el toque.
El repique es el que más improvisa y difícilmente se puede describir con lenguaje técnico su ritmo. 
Una base de ejemplo es:

##### Piano
El piano es el tambor más grande de registro más grave de la agrupación de tambores que se utilizan en el candombe, es el punto de apoyo y el formador del ritmo de candombe. El piano «llama», «contesta», «rezonga» y «tiene una conversación» con los repiques y con los otros pianos. 
El piano suele improvisar bastante variando de acuerdo a una u otra zona de Montevideo. Por lo general cada agrupación cuenta con un ritmo de piano propio que la identifica.

### Argentina

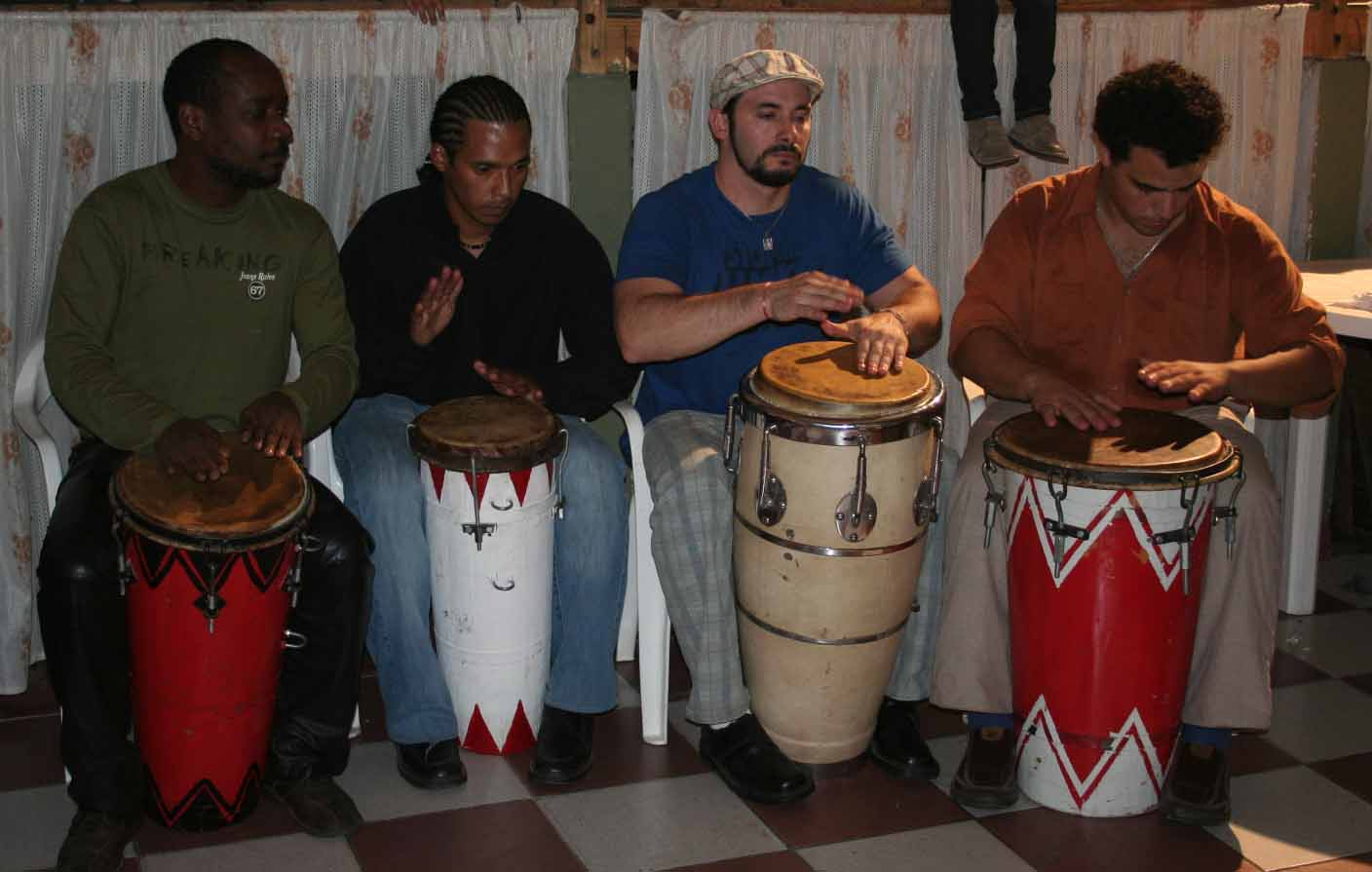
ARG. Tamboreros de candombe en una fiesta de la Asociación Misibamba. Comunidad Afroargentina de Buenos Aires.

El candombe porteño se toca con dos tipos de tambores, de exclusiva ejecución masculina: “llamador”, "base", "tumba", “quinto” o “tumba base” -que es grave- y “contestador”, “repicador”, “requinto” o "repiqueteador" -que es agudo-. Sendos tambores los hay, a su vez, en dos modelos: en tronco excavado, que se cuelgan con una correa en bandolera y se tocan en desfile de comparsa; y con duelas, más altos que aquellos y se tocan de sentado. Ambos tipos, se percuten directamente con las manos. Otros dos tambores se tocan ocasionalmente: el “macú” y el “sopipa”. Ambos son hechos con tronco excavado, el primero se toca acostándolo en el piso pues se trata del tambor más grande y grave de todos, y el “sopipa” que es pequeño y agudo, colgado o sosteniéndolo entre las rodillas.
Entre los idiófonos que siempre acompañan está la “taba” y la “masacalla” (o “mazacalla”), pudiéndose sumar el “quisanche”, el “chinesco” y la “quijada”.
Sea que el candombe se toque de sentado o en desfile, se trata de una práctica vocal-instrumental, existiendo un nutrido repertorio de cantos en idiomas africanos arcaicos, en español o en una combinación de ambos. Suelen estructurarse en forma de diálogo y se interpretan de manera solista, responsorial, antifonal o en grupo. Aunque generalmente el canto es una práctica femenina, también intervienen hombres. En los casos que hay más de una voz, siempre es al unísono.